# اجاره، خرید، سکونت
اجاره، خرید، سکونت (آلمانی: Mieten, kaufen, wohnen) یک برنامهٔ تلویزیونی واقع‌نما است که مابین سال‌های ۲۰۰۸ تا ۲۰۱۶ از شبکهٔ وُکس پخش شد. این برنامه از تولیدات شرکت «فانارزیو فیلم تی‌وی» بود.